# Rudolf Lipschitz
Rudolph Otto Sigismund Lipschitz (14 de mayo de 1832 - 7 de octubre de 1903) fue un matemático alemán, profesor en la universidad de Bonn desde 1864. Supervisó el trabajo inicial de Felix Klein. Lipschitz dio su nombre a la condición de continuidad de Lipschitz y trabajó en una amplia gama de áreas, que incluyen teoría de números, álgebras con involución, análisis matemático, geometría diferencial y mecánica clásica. 